# Chris Mahoney
Pour les articles homonymes, voir Mahoney.
Chris Mahoney, né le 2 janvier 1959 à Londres, est un rameur d'aviron britannique.

## Palmarès

### Jeux olympiques
- 1980 à Moscou
  -  Médaille de bronze en huit[1]